# Tennistoernooi van Acapulco 2016
|                                          |  |                                      |
| Sloane Stephens, winnares bij de vrouwen |  | Dominic Thiem, winnaar bij de mannen |

Het tennistoernooi van Acapulco van 2016 werd van 22 tot en met 27 februari 2016 gespeeld op de hardcourt-buitenbanen van het Princess Mundo Imperial hotel (nieuwe naam voor het voormalige Fairmont Acapulco Princess hotel) in de Mexicaanse stad Acapulco. De officiële naam van het toernooi was Abierto Mexicano Telcel.
Het toernooi bestond uit twee delen:
- WTA-toernooi van Acapulco 2016, het toernooi voor de vrouwen
- ATP-toernooi van Acapulco 2016, het toernooi voor de mannen

## Toernooikalender
| Acapulco          | februari 2016 | februari 2016 | februari 2016 | februari 2016 | februari 2016 | februari 2016 |
| Acapulco          | maa 22        | din 23        | woe 24        | don 25        | vrĳ 26        | zat 27        |
| ----------------- | ------------- | ------------- | ------------- | ------------- | ------------- | ------------- |
| vrouwenenkelspel  | 1e ronde      | 1e ronde      | 2e ronde      | kwartfinale   | halve finale  | finale        |
| vrouwendubbelspel | 1e ronde      | 1e ronde      | 1e ronde      | 2e ronde      | halve finale  | finale        |
| mannenenkelspel   | 1e ronde      | 1e ronde      | 2e ronde      | kwartfinale   | halve finale  | finale        |
| mannendubbelspel  | 1e ronde      | 1e ronde      | 1e ronde      | 2e ronde      | halve finale  | finale        |

ATP-toernooi van Acapulco‎ – WTA-toernooi van Acapulco‎

2001 · 2002 · 2003 · 2004 · 2005 · 2006 · 2007 · 2008 · 2009 · 2010 · 2011 · 2012 · 2013 · 2014 · 2015 · 2016 · 2017 · 2018 · 2019 · 2020